# San Rafael, Senguio
San Rafael är en ort i Mexiko.   Den ligger i kommunen Senguio och delstaten Michoacán de Ocampo, i den södra delen av landet, 140 km väster om huvudstaden Mexico City. San Rafael ligger 2 168 meter över havet och antalet invånare är 144.
Terrängen runt San Rafael är kuperad åt sydost, men åt nordväst är den platt. Runt San Rafael är det ganska tätbefolkat, med 111 invånare per kvadratkilometer. Närmaste större samhälle är Maravatío, 15,3 km nordväst om San Rafael. I omgivningarna runt San Rafael växer huvudsakligen savannskog.